# Baia Arcile
Baia Arcile è una baia della costa orientale siciliana. Fa parte del territorio di Augusta e si trova approssimativamente a metà strada tra le città di Catania e Siracusa, a circa due chilometri a nord del borgo marinaro di Brucoli.

## Geografia
L'insenatura, il cui asse centrale è orientato approssimativamente verso nord, si affaccia sul golfo di Catania. Ad ovest è delimitata da uno scosceso declivio digradante ripidamente verso il mare. In alcuni tratti tale costone roccioso risulta essere praticamente a strapiombo sul mare, assumendo così le caratteristiche di una vera e propria falesia.
All'altezza di circa 150-200 metri il pendio si interrompe bruscamente e inizia un vasto pianoro, detto "La Gisira", che si estende fino al canale formato dalla foce del torrente Porcària alla periferia di Brucoli. In quest'area sono state trovate tracce di insediamenti umani risalenti al periodo Neolitico.
Altri rilievi collinari circondano e contornano baia Arcile da sud e da est. Dall'alto l'insenatura appare come una conca delimitata a nord dal mare e per restanti lati da verdi alture ricoperte di macchia mediterranea. Tra queste colline, la più alta è quella conosciuta con il nome di "Cozzo dei Turchi".
La spiaggia di baia Arcile è formata da ciottoli più o meno grossi che, verso il limite ovest dell'insenatura, cedono gradualmente il posto a grosse formazioni rocciose. Una di queste rocce è completamente circondata dal mare, si trova a poche decine di metri di distanza dalla riva ed è chiamata "scoglio della tartaruga" a causa del suo profilo che ricorda appunto quello dell'omonimo animale marino.